# Barrage de Saint-Pétersbourg

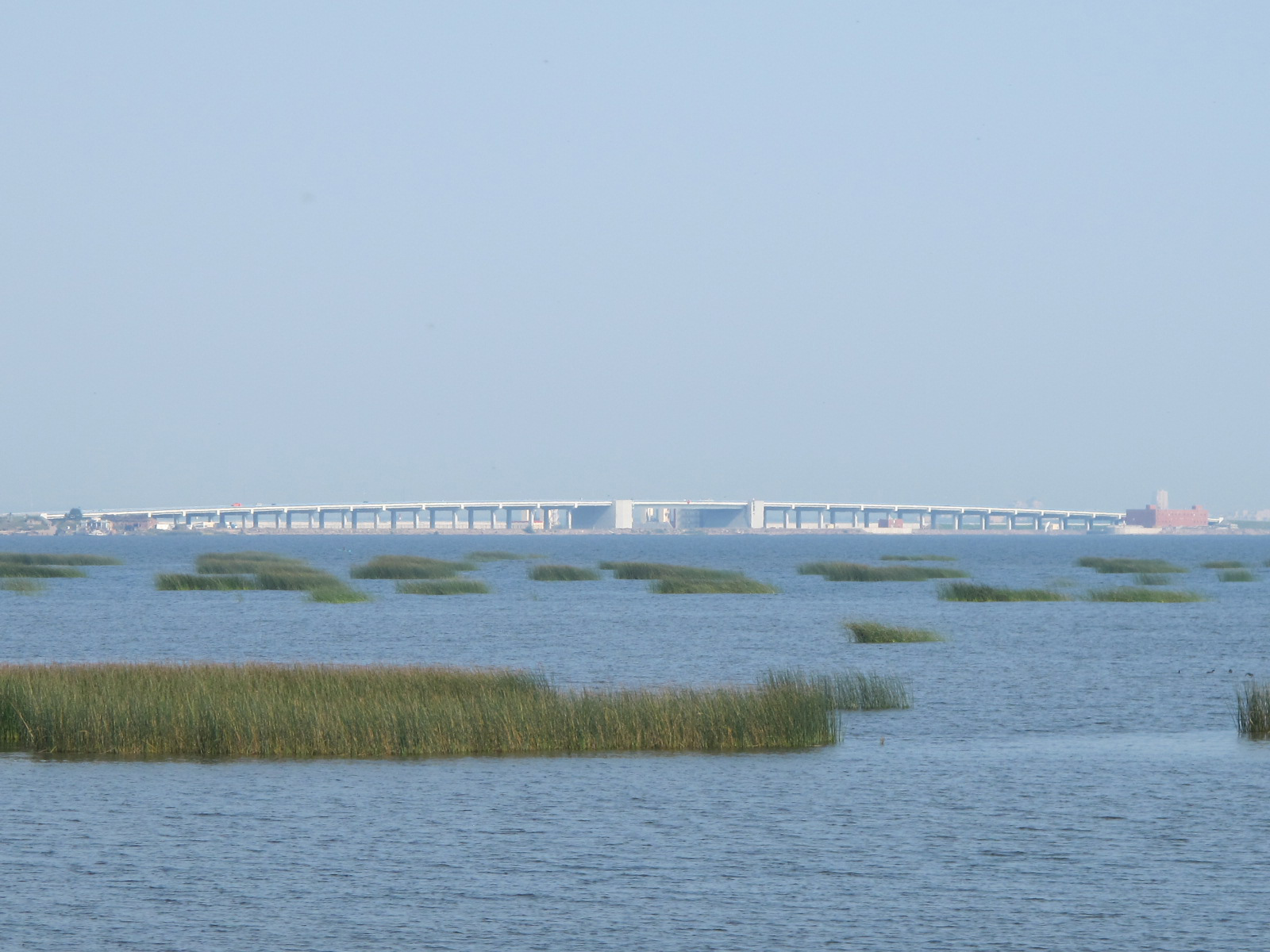
Le barrage de Saint-Pétersbourg, vu de Kronstadt.

Le barrage de Saint-Pétersbourg (en russe : Комплекс защитных сооружений Санкт-Петербурга от наводнений, kompleks zachtchitnykh soïoroujeny Sankt-Peterbourga ot navodneny) est un ouvrage construit à l'entrée de la baie de la Néva (située au fond du golfe de Finlande en mer Baltique). Il s'étend de Malaïa Ijora (ru) (Малая Ижора) à Sestroretsk (Сестрорецк) en passant par l'île de Kotline, où se trouve la ville de Kronstadt.
Cette construction est destinée à protéger la ville de Saint-Pétersbourg des inondations en séparant la Néva du reste du Golfe de Finlande. Historiquement, les ondes de tempêtes depuis le golfe ont causé plus de 300 inondations dans la ville, dont certaines ont eu un effet dévastateur. Le barrage a la capacité de protéger la ville d'une montée des eaux s'élevant à plus de 5 mètres de hauteur,.
La construction de ce gigantesque ouvrage a commencé en 1979 et il est devenu l'un des plus grands projets réalisés par la Russie. Après une courte interruption durant les années 1990 et 2000, la construction a été relancée à la suite de l'intervention du président russe Vladimir Poutine, lui-même originaire de Saint-Pétersbourg. Le président russe inaugure le barrage en 2011,,.
La digue a coûté 2,7 milliards d'euros, et fait toujours débat au niveau de son impact écologique.

## Historique
Les inondations de Saint-Pétersbourg par la Neva sont, contrairement à ce qui se passe ailleurs, non pas déclenchées par un afflux d'eau venant du cours supérieur, mais par le vent d'ouest, qui empêche les eaux de la Néva de s'écouler vers le large ou même repousse les eaux du fleuve.
Depuis la fondation de la ville en 1703 jusqu'en 2011, quelque 297 inondations ont été enregistrées, dont 5 majeures avec une montée des eaux supérieure ou proche de 3 mètres :
- 421 cm en 1824 ;
- 380 cm en 1924 ;
- 321 cm en 1777, qui a été le sujet du plus célèbre tableau de Constantin Flavitski ;
- 293 cm en 1955 ;
- 281 cm en 1975.

Après la grande inondation de 1824, l'ingénieur Piotr Basen (Пётр Петрович Базен) travailla sur un projet de barrage à travers le golfe de Finlande, qui fut considéré à l'époque comme irréalisable. Plus tard d'autres projets d'ouvrage de protection contre les hautes eaux furent étudiés dont la « variante ouest » correspondant à peu près au tracé du barrage actuel et la variante est qui consiste à construire un ouvrage le long de la rive ouest de la ville. La variante ouest fut étudiée dans les années 1960 par l'Institut hydrologique de Léningrad sous la direction de N. E. Kondratiev.
En 1979, les travaux de remblayage d'un barrage, basé sur la variante Ouest, commencèrent. En décembre 1984, l'île de Kotline était reliée à la rive nord du golfe de Finlande. La construction fut toutefois interrompue à la fin des années 1980 à cause des atteintes à l'environnement : le barrage empêchait la circulation des eaux côtières, une grande partie de l'eau stagnait et la qualité de l'eau avait fortement baissé. Il était craint que l'ensemble de la baie se transforme en un marécage. 
La construction reprit toutefois en 1990 avec l'aide de spécialistes néerlandais (qui avaient construit le barrage maritime de l'Escaut) et l'appui financier de la Banque européenne d'investissement. Mais comme les craintes vis-à-vis de l'environnement subsistent, le sujet est toujours controversé à Saint-Pétersbourg.

## Infrastructures
Conçue par Halcrow Group (en), la digue est d'une longueur de 25,4 km et de 8 m de hauteur. L'ouvrage de protection, en remblais sur 23 km est surmonté d'une autoroute à 6 voies, ponctué d'ouvrages hydrauliques, de 2 passes navigables autorisant le franchissement des navires et de 6 passages larges de 300 m  laissant circuler l'eau librement. En cas d'alerte, les portes et vannes sont fermées l'ensemble devenant alors une barrière hermétique.

## Panorama

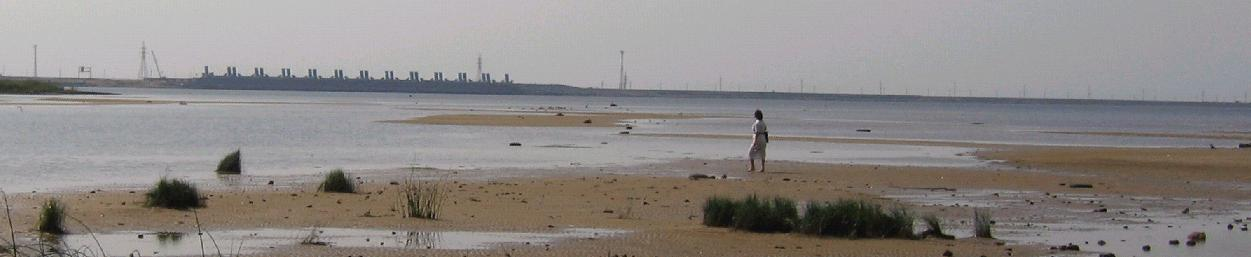
Le barrage vu depuis le nord en 2005.